# Anii fecioriei
Anii fecioriei (titlul original: în ucraineană Роки дівочі, transliterat: Roki divoci, în rusă Годы девичьи, transliterat: Godî devici) este un film dramatic sovietic din Republica Sovietică Socialistă Ucraineană, realizat în 1961 de regizorul Leonid Estrin, 
după scenarul Lidiei Kompanieț, protagoniști fiind actorii Eduard Koșman, Natlia Kustinskaia, Elena Kornilova și Anna Dubrovina.

## Rezumat
O fată modestă, Nastea, s-a angajat la una dintre cele mai mari fabrici de mătase din Uniunea Sovietică. Curând s-a îndrăgostit de maistrul și pilotul de motociclete Gnat Koliada. El a acordat atenție fetei și părâsind-o pe frumoasa Ganna, o cere în căsătorie pe Nastea. Nunta este sărbătorită și începe viața de zi cu zi. 
După ce a născut fiul ei, Nastea înțelege că este dificil pentru ea să facă față studiilor, muncii și treburilor casnice și să nu uite de soțul ei. În acest moment, Gnat caută consolare de la Ganna, iar mai târziu părăsește familia cu totul pentru a-și satisface propriile sentimente. Dar brigada este de partea lui Nastea. Și de aceea amuzanta Antoska se mută în apartamentul ei...

## Distribuție
- Eduard Koșman – Gnat Koliada
- Natlia Kustinskaia – Nastea
- Elena Kornilova – Ganna
- Anna Dubrovina – Antoska
- Pavel Morozenko – Aleksei
- Nikolai Kriucikov – Trofim Ivanovici
- Svetlana Haritonova – Varvara
- Aleksandra Sokolova – Katria
- Dmitri Kapka –
- Iunona Iakovcenko – Natalka
- Iuri Sarâcev – Cerniavâi
- Leonid Marcenko – Beleavâi
- Viktor Halatov –

## Lansare
Filmul Anii fecioriei a avut premiera în Uniunea Sovietică pe data de 22 decembrie 1961.
În România premiera filmului a avut loc la data de 14 mai 1962 la cinematografele „Republica” și „Elena Pavel” din capitală. 